# عارف عارف كيا
عارف عارف كيا (ولد: 10 أغسطس 1940، طهران -)؛ مغني بوب وممثل إيراني يغني بأسلوب الأوبرالي.

## عنه
تخرج من المعهد الفني في طهران عام 1958. وواصل عمله الغنائي حتى نجح واشتهر عالميا. وقبل ممارسته الغناء ودخوله الوسط الفني كان يعمل مدرسا في المعهد الفني لمدة سنتين وعلى الرغم من ذلك فكان يحب الغناء منذ أن كان في الثانية عشر من عمره، لقد كان مبتكرًا لأسلوب فريد في موسيقى البوب الإيرانية لم يكن معروفًا من قبل، وأصبح هذا النمط لاحقًا شائعًا بين الأشخاص المعروفين باسم Larynx. نتيجةً لذلك، عُرف عارف باسم «الحنجرة»، ثم أطلق عليهِ لقب «ملك القلوب»، وفي السنوات الأخيرة تمت الإشارة إليهِ باسم «عاشق الأجيال الثلاثة». والتي هي بالإضافة إلى اللغة الفارسية فأغانيه معروفة في مختلف اللغات واللهجات. في عقد الستينيات من القرن العشرين، قدم عارف موجة جديدة من الأساليب الرومانسية إلى الجمهور من الموسيقى الفارسية الرومانسية. وبعد الثورة الإسلامية غادر عارف إيران وذهب إلى لندن وبعدها سافر إلى لوس أنجلوس. وتزوج ولديه ابن واحد وأربع بنات.

## روابط خارجية
- عارف عارف كيا على موقع IMDb (الإنجليزية)
- عارف عارف كيا على موقع ميوزك برينز (الإنجليزية)
- عارف عارف كيا على موقع ديسكوغز (الإنجليزية)
- عارف عارف كيا على موقع قاعدة بيانات الفيلم (الإنجليزية)